# Blood from the Mummy's Tomb
Blood from the Mummy's Tomb este un film britanic de groază din 1971, cu Andrew Keir, Valerie Leon și James Villiers în rolurile principale. A fost ultimul film al regizorului Seth Holt și a fost vag bazat pe romanul lui Bram Stoker din 1903, Rubinul cu șapte stele.

## Prezentare
O expediție arheologică aduce la Londra sicriul unei regine egiptene cunoscută pentru puterile sale magice. Spiritul ei se întoarce sub forma unei tinere fete și lucruri ciudate încep să se întâmple.

## Distribuție
- Andrew Keir - Julian Fuchs
- Valerie Leon - Margaret Fuchs/Queen Tera
- James Villiers - Corbeck
- Hugh Burden - Geoffrey Dandridge
- George Coulouris - Berigan
- Mark Edwards - Tod Browning
- Rosalie Crutchley - Helen Dickerson
- Aubrey Morris - Doctor Putnam
- David Markham - Doctor Burgess
- Joan Young - Mrs. Caporal
- James Cossins - Older Male Nurse
- David Jackson - Young Male Nurse